# ITF Grenoble
Das ITF Grenoble (offiziell: Engie Open de l’Isère) ist ein Tennisturnier der ITF Women’s World Tennis Tour, das in Grenoble ausgetragen wird.

## Siegerliste

### Einzel
| Jahr                   | Siegerin             | Finalgegnerin          | Ergebnis        |
| ---------------------- | -------------------- | ---------------------- | --------------- |
| ↓ Kategorie: $25.000 ↓ |                      |                        |                 |
| 2011                   | Marta Domachowska    | Naomi Broady           | 6:4, 6:4        |
| 2012                   | Karolína Plíšková    | Kristýna Plíšková      | 7:611, 7:66     |
| 2013                   | Sandra Záhlavová     | Maryna Sanewska        | 6:4, 5:7, 6:2   |
| 2014                   | Pauline Parmentier   | Anastassija Wassyljewa | 2:6, 6:0, 6:4   |
| 2015                   | Magda Linette        | Tereza Martincová      | 7:62, 4:6, 6:1  |
| 2016                   | Myrtille Georges     | Indy de Vroome         | 7:64, 6:2       |
| 2017                   | Markéta Vondroušová  | Anna Blinkowa          | 7:5, 6:4        |
| 2018                   | Fiona Ferro          | Eléonora Molinaro      | 6:4, 6:75, 7:63 |
| 2019                   | Witalija Djatschenko | Harmony Tan            | 6:1, 6:4        |
| 2020                   | Clara Burel          | Eléonora Molinaro      | 5:7, 7:5, 6:2   |
| 2021                   | Viktorija Golubic    | Maryna Zanevska        | 6:1, 4:6, 7:62  |
| ↓ Kategorie: W60 ↓     |                      |                        |                 |
| 2022                   | Katie Boulter        | Anna Blinkowa          | 7:62, 6:76, 6:2 |
| 2023                   | Océane Dodin         | Simona Waltert         | 6:2, 7:5        |

### Doppel
| Jahr                   | Siegerinnen                               | Finalgegnerinnen                               | Ergebnis          |
| ---------------------- | ----------------------------------------- | ---------------------------------------------- | ----------------- |
| ↓ Kategorie: $25.000 ↓ |                                           |                                                |                   |
| 2011                   | Stéphanie Cohen-Aloro Selima Sfar         | Iryna Brémond Aurélie Védy                     | 6:1, 6:3          |
| 2012                   | Karolína Plíšková Kristýna Plíšková       | Walentina Iwachnenko Maryna Sanewska           | 6:1, 6:3          |
| 2013                   | Marija Kondratjewa Renata Voráčová        | Nicole Clerico Leticia Costas                  | 6:1, 6:4          |
| 2014                   | Sopia Schapatawa Anastassija Wassyljewa   | Margarita Melikowna Gasparjan Kateryna Koslowa | 6:1, 6:4          |
| 2015                   | Hiroko Kuwata Demi Schuurs                | Manon Arcangioli Cindy Burger                  | 6:1, 6:3          |
| 2016                   | Manon Arcangioli Alizé Lim                | Lidsija Marosawa Amra Sadiković                | 7:5, 6:21         |
| 2017                   | Ilona Kramen Tereza Smitková              | Alexandra Cadanțu Cornelia Lister              | 6:1, 7:5          |
| 2018                   | Amra Sadiković Eva Wacanno                | Estelle Cascino Elixane Lechemia               | 4:6, 6:1, [10:6]  |
| 2019                   | Estelle Cascino Elixane Lechemia          | Andreea Mitu Elena-Gabriela Ruse               | 6:2, 6:2          |
| 2020                   | Amandine Hesse Elixane Lechemia           | Samantha Murray Sharan Julia Wachaczyk         | 6:3, 4:6, [13:11] |
| 2021                   | Ioana Loredana Roșca Kimberley Zimmermann | Arianne Hartono Yuriko Miyazaki                | 6:1, 7:5          |
| ↓ Kategorie: W60 ↓     |                                           |                                                |                   |
| 2022                   | Yuriko Miyazaki Prarthana Thombare        | Alicia Barnett Olivia Nicholls                 | 6:3, 6:3          |
| 2023                   | Freya Christie Ali Collins                | Sofja Lansere Marija Timofejewa                | 6:4, 6:3          |

## Quelle
- ITF Homepage